# IC 3758
IC 3758 је елиптична галаксија у сазвјежђу Ловачки пси која се налази на листи објеката дубоког неба у Индекс каталогу.
Деклинација објекта је + 40° 46' 31" а ректасцензија 12h 45m 59,6s. Привидна величина (магнитуда) објекта IC 3758 износи 14,4 а фотографска магнитуда 15,4. IC 3758 је још познат и под ознакама CGCG 216-26, NPM1G +41.0308, PGC 43046.